# Едуард Айхель
Едуард Айхель (нім. Eduard Eichel; 21 грудня 1880, маєток Лінов, Уккермарк — 3 травня 1956, Кіль) — німецький військово-морський діяч, віце-адмірал крігсмаріне (1 серпня 1941).

## Біографія
10 квітня 1899 року вступив на службу у ВМФ кадетом. Пройшов підготовку на навчальному кораблі «Штош» (1900) і у військово-морському училищі (1901). 27 вересня 1902 року отримав звання лейтенанта. Служив на різних надводних кораблях. В 1907-09 роках знаходився в плаванні у Східній Азії. У липні 1909 року переведений на службу в кораблебудівні підрозділи флоту. З 15 червня 1911 року — навігаційний офіцер легкого крейсера «Кольберг». 1 грудня 1912 року переведений в Адмірал-штаб. Учасник Першої світової війни; капітан-цур-зее (19 квітня 1916). З 13 серпня 1914 по 3 вересня 1915 року — навігаційний офіцер важкого крейсера «Мольтке». У листопаді 1915 року переведений назад в Адмірал-штаб, з 11 серпня 1918 року — начальник відділу Управління озброєнь.
З 15 листопада 1918 року — начальник відділу Морського керівництва. 7 листопада 1919 року звільнений у відставку, але вже 10 вересня 1920 року призначений головою морського відділу Управління кадрів військово-морської станції «Нордзе», одночасно з 25 листопада 1920 року тимчасово виконував обов'язки начальника управління. З 19 березня 1921 року — начальник штабу командувача ВМС в Північному морі. 24 березня 1925 року призначений командиром крейсера «Амазон». 24 вересня 1926 року очолив управління бойової підготовки Морського керівництва. З 5 жовтня 1928 року — верф-обер-директор військово-морських верфей у Вільгельмсгафені. 30 вересня 1932 року вийшов у відставку.
25 травня 1939 року призваний на службу і 6 серпня 1940 року призначений верф-обер-директором військово-морських верфей в Тронгеймі. 30 квітня 1943 року остаточно вийшов у відставку.

## Нагороди
- Орден Спасителя, золотий хрест (Королівство Греція; 14 травня 1912)
- Орден Червоного орла 4-го класу (26 червня 1912)
- Залізний хрест
  - 2-го класу (10 лютого 1915)
  - 1-го класу (20 грудня 1916)
- Хрест «За військові заслуги» (Австро-Угорщина) 3-го класу з військовою відзнакою (18 квітня 1917)
- Військова медаль (Османська імперія) (13 листопада 1917)
- Хрест «За вислугу років» (Пруссія)
- Почесний хрест ветерана війни з мечами
- Хрест Воєнних заслуг 2-го і 1-го класу з мечами